# 烏賊摔角手
《烏賊摔角手》（日语：いかレスラー）是一部於2004年上映的日本無厘頭電影，導演為河崎實，職業摔角手西村修和野上彰主演。

## 劇情
電影一開始，田口贏得日本摔角金腰帶，但突然被旁邊一隻烏賊搶去，田口和烏賊對打摔角結果慘敗，比賽結束後烏賊繼續在寺廟打坐靜修，田口則對比賽結果忿忿不平，幾天後，烏賊來到田口家遇到美彌子，對談後美彌子發現烏賊就是前男友岩田變身的，很快他們倆就再續前緣了。
不久，摔角協會又辦了一場烏賊對決岩田比賽，擂台上岩田變身章魚，但最終仍輸給烏賊。有一天，烏賊和女友逛街，烏賊突然被皮皮蝦摔角手打倒，並向他發起挑戰，田口和烏賊於是一起訓練，在擂台上，烏賊和皮皮蝦經過對打都回復成人類，而且經過確認皮皮蝦是章魚、烏賊父親。
第二年春天，美彌子為岩田生下一隻小烏賊，電影結束。

## 主要角色列表
- 野上彰飾演田口浩二（章魚摔角手）
- 西村修（日语：西村修）飾演岩田貫一（烏賊摔角手）
- 石田香奈飾演美彌子（曾是田口和岩田女友）
- 中田博久飾演Godozan（皮皮蝦摔角手）